# Töre
Töre is een dorp binnen de Zweedse gemeente Kalix. Töre komt van het vroeg-noorse Taura hetgeen tuimelen betekent, over elkaar heen vallen, waarmee de wilde stroming van de Törerivier wordt aangeduid. De eerste bevolking vestigde zich hier ongeveer rond het jaar 1000. In de 14e eeuw wordt Töre voor het eerst in geschriften genoemd; de plaatselijke administratie meldt in de 16e eeuw dertien boerderijen. In 1799 wordt de eerste brug over de rivier gebouwd van hout, steen en metaal. Töre krijgt dan de eerste grote hoogoven van Norrbotten en een ertsstraat.
Töre ligt aan de monding van de Törerivier, die hier in de Siknäsfjord stroomt, een fjord van de Botnische Golf. Töre heeft de meest noordelijke gelegen haven aan de Botnische Golf. In Töre voegt de Europese weg 10 zich voor een kort traject bij de Europese weg 4 zuidwaarts. Het dorp loopt langzaam leeg:
- 1993: 1456 inwoners
- 1995: 1393 inwoners (-63)
- 2000: 1244 inwoners (-149)
- 2005: 1146 inwoners (-98)
- 2017: 1046 inwoners (-100)

Tot 1961 luidde de naam van de gemeente Kalix, gemeente Töre. Vanaf 1961 worden de gemeenten genoemd naar het bestuurscentrum. Töre heeft na Kalix het grootst aaneengesloten bebouwde gebied in de gemeente.
Bestuurscentrum: Kalix (tätort)
Tätort: Båtskärsnäs · Bredviken · Gammelgården · Karlsborg · Morjärv · Nyborg · Påläng · Risögrund · Rolfs · Sangis · Töre
Småort: Åkroken · Björkfors · Börjelsbyn · Granholmen · Innanbäcken · Innanlandet · Kälsjärv · Lappbäcken · Målson · Månsbyn · Ryssbält · Siknäs · Storön · Stråkanäs · Sören · Vallen · Vånafjärden
Overig: Björkvattnet · Bjumisträsk · Bondersbyn · Brattlandet · Empoberget · Forsbyn · Granån · Grubbnäsudden · Grytnäs · Hällfors · Holmträsk · Hömyrfors · Kamlunge · Klinten · Korpikå · Långfors · Lantjärv · Marieberg · Moån · Östanfjärden · Östra Flakaträsk · Östra Granträsk · Övermorjärv · Räktjärv · Rian · Småkvarn · Sockenträsk · Stora Lappträsk · Storsien · Tjäruträsk · Törböle · Törefors · Västannäs · Västra Flakaträsk · Vitvattnet ·